# Shorea smithiana
Shorea smithiana (tiếng Anh thường gọi là Light Red Meranti) là một loài cây gỗ khổng lồ của rừng mưa thuộc họ Dipterocarpaceae. Loài này có ở hòn đảo Borneo (Indonesia và Malaysia). Chúng hiện đang bị đe dọa vì mất môi trường sống. Mẫu cao nhất ghi được là 82,3 m tại Vườn quốc gia Tawau Hills, ở Sabah trên hòn đảo Borneo.